# ژلتاوا
ژلتاوا (به چکی: Želetava) یک منطقهٔ مسکونی در جمهوری چک است که در منطقه تربیچ واقع شده‌است. ژلتاوا ۱٬۵۵۴ نفر جمعیت دارد.